# 사설시조
사설시조는 보통 시조 중에서 중장(가운데 장)이 일반적인 시조에 비해 비정상적으로(기본적으로 두 구 이상이 10글자 이상으로) 길어진 것을 의미한다. 장시조 또는 장형시조라고도 불린다.

## 특징
보통 조선 후기에 서민과 몰락한 양반 등 사회 하위 계층에 의해 쓰였으며, 사회 비판적 내용, 풍자적 내용, 자신의 신세 한탄, 해학적 내용 등이 많다. 보통 특별한 제목이 없는 경우가 많고, 사회 비판적 내용이 많으므로 저자도 전해지지 않는 경우가 많다.
후기에 호란과 왜란, 세도정치로 쌓인 한을 형식이 정해져있는 평시조로는 다 표현할 수 없었다.그래서 제한이 없는 사설시조가 등장하게 된 것이다.

## 역사
시조는 선조 때 윤선도(尹善道)를 최고봉으로 점차 참신한 창작 의욕을 잃게 되었다. 영·정조시대에는 점차 시들어 서리(胥吏)들에게 옮아가 김천택(金天澤)·김수장(金壽長) 등에 의해 시조집의 편찬과 함께 평민 작가들의 창작열을 높였다. 또한 여류시인으로 허난설헌이 있었다.   한편 순조 이후 서민으로 흘러간 시조는 사설시조라는 새로운 형태를 낳아서 평민문학의 발전에 이바지하게 되었다. 그 선구적인 작품으로는 정철의 <장진주사> 같은 가곡(歌曲)의 형태가 있지만, 이제까지 평시조를 지배하고 있던 양반 문학적 의식인 자연에의 도피와 음풍영월(陰風詠月)의 성격을 지양하고 그 소재를 서민생활에 확대하였다.   사설시조는 일명 농시조(弄時調)라고도 하며, 그 형식은 장형(長形)으로 그 작가들도 중인 가객·작가·부인네·기생·상인 등 서민들과 몰락한 양반들이 대부분이다. 그 형식은 초장·종장이 짧고, 중장은 대중없이 길며, 종장의 첫구만이 겨우 시조의 형태를 지닌 것과, 3장 중 어느 2장이 보통의 시조보다 긴 것이 발견된다. 사상에서는 양반 귀족처럼 관념적·고답적인 것이 아니고, 주위에서 일어나는 생활을 중심으로 대부분 적나라(赤裸裸)한 남녀간의 사랑을 읊었다. 즉 재담·욕설·음담·애욕 등을 기탄없이 대담하게 묘사 풍자했고, 형식에서도 민요·가사·대화 등이 섞여 잡박(雜駁)한 희롱사로 변하게 되었다.